# Příšov
Příšov település Csehországban, a Észak-plzeňi járásban. Příšov Nevřeň, Město Touškov, Ledce, Chotíkov és Žilov településekkel határos. Lakosainak száma 334 fő (2024. január 1.).

## Népesség
A település lakosságának változását az alábbi diagram mutatja:
| Lakosok száma | 216  | 245  | 278  | 286  | 252  | 301  | 293  | 320  | 332  | 334  |
|               | 1869 | 1900 | 1921 | 1961 | 1980 | 2011 | 2016 | 2019 | 2021 | 2024 |